# Clinodiplosis bahiensis
Clinodiplosis bahiensis är en tvåvingeart som först beskrevs av Tavares 1917.  Clinodiplosis bahiensis ingår i släktet Clinodiplosis och familjen gallmyggor. Inga underarter finns listade i Catalogue of Life.